# Rhabdochaeta subspinosa
Rhabdochaeta subspinosa es una especie de insecto del género Rhabdochaeta de la familia Tephritidae del orden Diptera.

## Historia
Mario Bezzi la describió científicamente por primera vez en el año 1924.